# Komenda Główna Armii Krajowej
Komenda Główna Armii Krajowej (KG AK) – organ pracy dowódcy Armii Krajowej.
Komenda Główna składała się z siedmiu oddziałów: Organizacyjnego, Informacyjno-Wywiadowczego, Operacyjno-Szkoleniowego, Kwatermistrzostwa, Łączności, Biura Informacji i Propagandy oraz Finansowego, miała też własnych duszpasterzy.

## Organizacja Komendy Głównej AK w lipcu 1944 roku

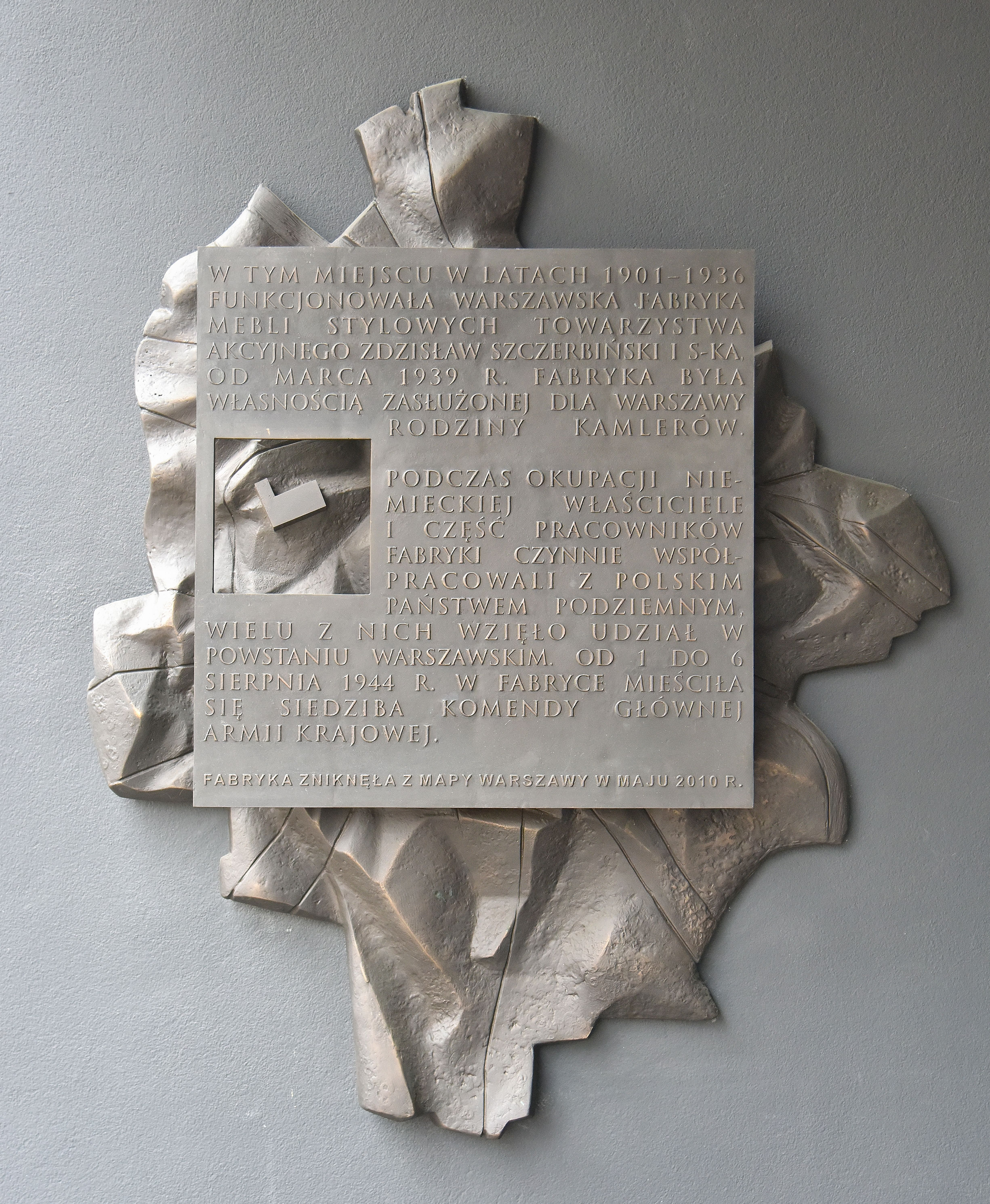
Tablica upamiętniająca siedzibę Komendy Głównej Armii Krajowej w czasie powstania warszawskiego w fabryce Kamlera

Grupy podległe bezpośrednio Komendantowi Głównemu
- Kierownictwo Walki Podziemnej, Kierownictwo Walki Cywilnej – Stefan Korboński „Nowak”
- Biuro Finansów i Kontroli – ppłk dypl. Stanisław Thun „Leszcz”, „Malcz”
- Komisja Rewizyjna – Mikołaj Dolanowski „Lod”
- Biuro Informacji i Propagandy – płk dypl. Jan Rzepecki „Prezes”, „Rejent”, „Sędzia”

Oddziały i grupy podległe szefowi sztabu–zastępcy dowódcy
- szef sztabu–zastępca dowódcy – gen. bryg. Tadeusz Pełczyński „Grzegorz”, „Robak”, „Wolf”
- zastępca szefa sztabu do spraw organizacyjnych – ppłk Antoni Sanojca „Kortum”
- Oddział I Organizacyjny – płk Franciszek Kamiński – „Zenon”
- Oddział II Informacyjno-Wywiadowczy – płk dypl. Kazimierz Iranek-Osmecki „Heller”, „Antoni”, „Makary”

I zastępca szefa sztabu–szef Operacji – gen. bryg. Leopold Okulicki „Kobra”, „Niedźwiadek”
- Oddział III Operacyjny – płk dypl. Józef Szostak „Filip”

II zastępca szefa sztabu–kwatermistrz – płk dypl. Zygmunt Miłkowski „Denhof”
- Oddział IV Kwatermistrzowski
- Oddział V-O Łączności
- Oddział V-K Łączności Konspiracyjnej

- Komenda „Kedywu” – ppłk Jan Mazurkiewicz „Radosław”
- Szefostwo Biur Wojskowych – ppłk Ludwik Muzyczka „Benedykt”
- Kierownictwo Produkcji Konspiracyjnej – por. inż. Witold Gokieli „Ryszard”
- Wojskowy Szef Komunikacji – mjr dypl. Tomasz Bondarczuk-Galiński
- Inspektor Główny Wojskowej Służby Ochrony Powstania – płk Józef Koczwara „Zbigniew”

## Upamiętnienie
Na podstawie Decyzji nr 140/MON Ministra Obrony Narodowej z dnia 28 czerwca 2017 r. dziedzictwo tradycji Komendy Głównej Armii Krajowej przejęło Dowództwo Wojsk Obrony Terytorialnej.